# Chloroclystis embolocosma
Chloroclystis embolocosma là một loài bướm đêm trong họ Geometridae.